# Сиболд, Элис
Э́лис Си́болд (англ. Alice Sebold; род. 6 сентября 1963, Мадисон?, США) — американская писательница, автор мирового бестселлера «Милые кости».

## Биография
Элис Сиболд родилась в Мэдисоне, штат Висконсин, США и с детства мечтала стать известным писателем. В настоящее время Сиболд является автором трёх книг, в разной степени основанных на событиях её жизни.
Первой книгой Сиболд стали мемуары «Счастливая», в которых она попыталась рассказать о случившемся с ней в юные годы, когда она поступила в Сиракузский университет. Будучи молодой студенткой, ранним утром 8 мая 1981 года Сиболд, идя домой по пешеходному туннелю недалеко от кампуса, была избита и изнасилована неизвестным. Названием мемуаров («Счастливая») Сиболд обязана офицеру полиции, который расследовал её дело: он сказал ей, что ранее в этом же месте была избита и изнасилована другая девушка, но та не выжила. Сиболд сообщила о произошедшем в полицию, но той не удалось выйти ни на каких подозреваемых. 5 октября того же года, идя по улице около Сиракузского университетского городка, она увидела афроамериканца, в котором опознала своего насильника. Она сообщила об этом в полицию, и та вышла на Энтони Бродуотера, против которого Сиболд затем дала показания в суде. Воспоминания были опубликованы в 1999 году, после чего Элис Сиболд решила продолжить карьеру писателя.
В 2002 году в США был опубликован её первый художественный роман под названием «Милые кости». Книга, ставшая одной из самых популярных книг того года, как среди читателей, так и среди критики, рассказывала о маленькой девочке, изнасилованной и убитой соседом-маньяком и после смерти наблюдающей за тем, что происходит среди её близких и знакомых под воздействием её гибели. По признанию самой Сиболд, работу над книгой она начала задолго до того драматического случая в Сиракузах, так что писательница отметала все предположения о том, что в основе романа лежат её собственные переживания.
Элис Сиболд работает с такими американскими печатными изданиями, как New York Times и Chicago Tribune. В настоящее время живёт вместе со своим мужем Гленом Дэвидом Голдом в Калифорнии. 16 октября 2007 года был выпущен новый роман Сиболд под названием «Почти луна».
Энтони Бродуотер на суде не признал свою вину и отсидел 16 лет, в течение которых безуспешно пять раз подавал на УДО. Он вышел на свободу в 1999 году, но продолжал оставаться в базе сексуальных преступников Нью-Йорка. В 2021 году исполнительный продюсер Тимоти Муччанте начал работать над проектом по киноадаптации «Счастливой». Читая саму книгу, он обнаружил несколько странных нестыковок во второй части книги, где описывались следствие и судебный процесс. Муччанте нанял частного детектива для изучения доказательств против Бродуотера. В итоге выяснилось, что обвинительный приговор был построен, помимо показаний Сиболд, на микроскопическом анализе волос — к 2015 году Министерство юстиции США признало такой метод судебной экспертизы ненадёжным, — а также на предвзятом отношении к Бродуотеру из-за его расового происхождения. Затем обнаружилось, что когда Бродуотера и ещё нескольких парней представили Сиболд для опознания во время следственного эксперимента, то Сиболд изначально указала на другого человека, но полиция упорно пыталась убедить её, что она ошибается и что именно Бродуотера она встретила 5 октября (сама Сиболд в «Счастливой» указывает, что она и в другом парне не была точно уверена). В итоге в ноябре 2021 года Верховный суд Нью-Йорка признал необоснованность обвинительного приговора против Бродуотера и официально реабилитировал его. Бродуотер заявил, что не сердится на Сиболд и выразил сочувствие за то, что той пришлось пережить. Сама Сиболд тоже публично принесла ему извинения.

## Награды и премии
- Премия Брэма Стокера (Bram Stoker Awards), 2002 // Дебютный роман (First Novel)
- American Booksellers Association «Book of the Year Award», 2003

## Экранизации
- «Милые кости» / The Lovely Bones (2009), режиссёр Питер Джексон